# Frontera entre Noruega i Suècia
La frontera entre Noruega i Suècia (noruec, Svenskegrensa, suec Norska gränsen) és la frontera internacional que separa el regne de Noruega del regne de Suècia. Té una extensió de 1,630-quilometre (1,010 mi). Les pedres frontereres, conegudes com a Riksrøysa en noruec i Riksrösen en suec, marquen moltes parts de la frontera.

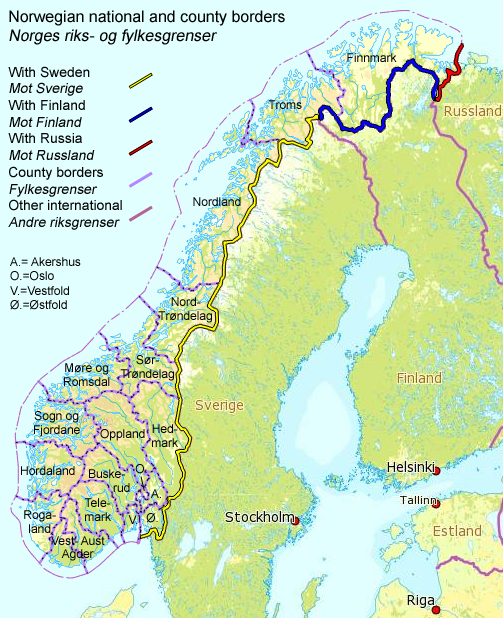
Fronteres nacionals de Noruega
Frontera Noruega-Suècia
Frontera Noruega-Finlàndia
Frontera Noruega-Rússia

## Geografia
En el comtat de Dalarna i al nord d'aquest, la frontera segueix generalment la divisòria d'aigües als Alps Escandinaus. Entre els rius que flueixen cap al mar de Noruega o Skagerak i rius que flueixen cap al Mar Bàltic. Les excepcions en són el llac Rogen i Lierne que no es troben en el mateix de la frontera com la divisòria d'aigües. Al sud de Dalarna, la frontera és seguida en part per les divisions de drenatge local, però també a través dels llacs i els rius. Algunes marques frontereres es van col·locar a les illes del llac perquè eren dividides per la frontera.

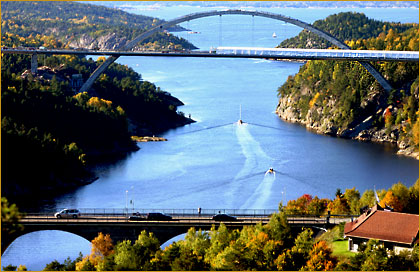
Pont sobre Svinesund

A Noruega, la frontera es troba al llarg dels comtats, de sud a nord, d'Østfold, Akershus, Hedmark, Sør-Trøndelag, Nord-Trøndelag, Nordland i Troms. A Suècia, la frontera es troba al llarg dels comtats, de sud a nord, de Västra Götaland, Värmland, Dalarna, Jämtland, Västerbotten i Norrbotten. El punt més septentrional de la frontera nord és Treriksröset (suec) o Treriksrøysa (noruec), que és també una frontera de Finlàndia.

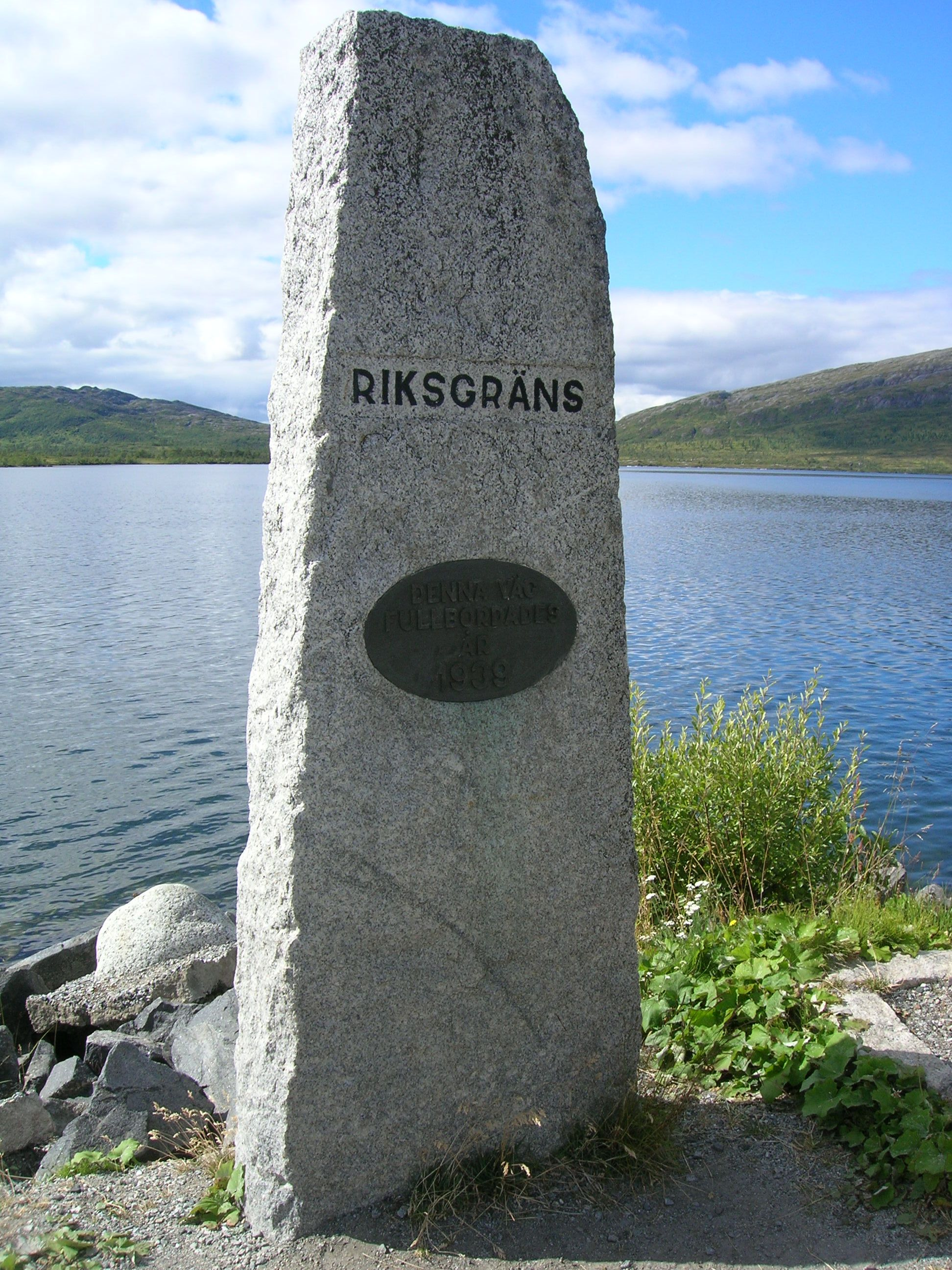
Fita fronterera a l'E12

Hi ha una zona clara (control de fronteres) al llarg de la frontera on hi ha boscos.

## Història
La frontera es va canviar diverses vegades per la guerra. Abans de 1645, Jämtland, Härjedalen, Idre/Särna i Bohuslän pertanyien a Noruega. Els canvis fronterers foren definits en el tractat de Brömsebro (1645) el tractat de Roskilde (1658) i el tractat de Copenhagen (1660).

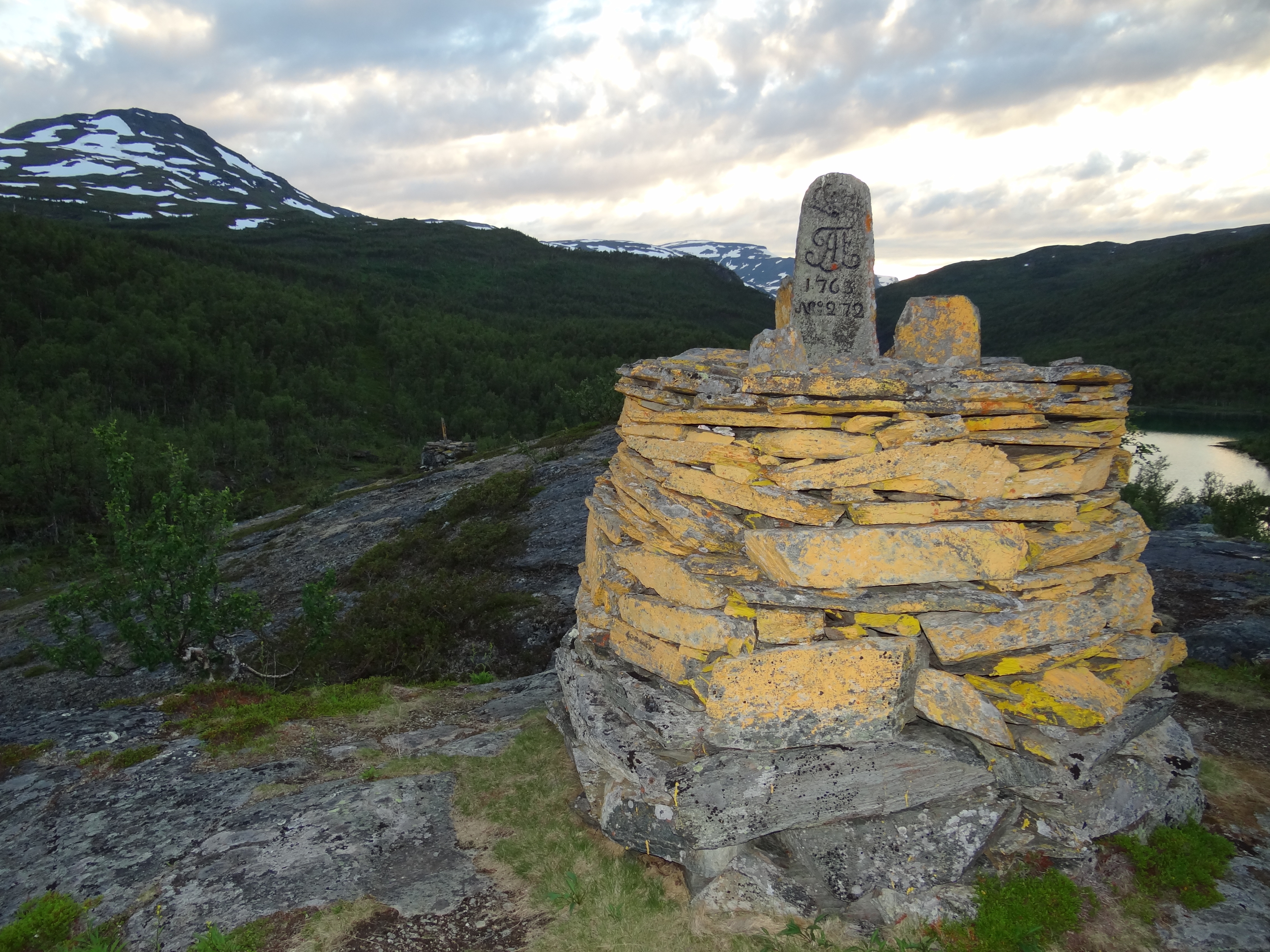
Els Riksrøysa/Riksrösen divideixen Noruega i Suècia

En 1751 es va signar un tractat a Strömstad, definint la frontera sobre la base de les investigacions de camp i les negociacions realitzades en 1738-1751. La frontera es basa en el coneixement entre la població local, principalment de quina granja pertanyia a quina Parròquia i quina parròquia a quina diòcesi. A les muntanyes despoblades, la frontera segueix bàsicament la divisòria d'aigües. Va haver-hi desacords a les parròquies de Särna, Idre, Lierne, Kautokeino i Karasjok, que es va resoldre amb estires i arronse. Basat en això, en 1752-1765 es van erigir fites frontereres entre Noruega i Suècia com Finlàndia, que majoritàriament romanen fins avui.
Després del tractat de Kiel i la Convenció de Moss (1814) va establir la unió entre Suècia i Noruega, i la frontera entre Noruega i Suècia esdevé una frontera entre els dos socis de la unió. En les  negociacions a Karlstad que van conduir a la dissolució de la unió el 1905, Noruega es va veure obligada a derrocar algunes fortaleses al llarg de la frontera.
Durant la Segona Guerra Mundial Quan Noruega va ser ocupada per Alemanya i Suècia va ser neutral, molts noruecs esdevingueren refugiats i van ser transportats a la frontera La regulació dels immigrants noruecs va ser estricta entre 1940 i 1941; moltes peticions de refugiat van ser rebutjades.

## Control
Tots dos països són membres de la zona Schengen i, per tant, no hi ha control de la immigració. Tanmateix, només Suècia forma part de la Unió Europea (i crucialment la Unió Duanera de la Unió Europea) i hi ha controls duaners entre els dos països. Aquests controls són realitzats per l'Administració de Duanes i Impostos Especials de Noruega i el Servei de Duanes de Suècia. Aquests controls són esporàdics al llarg de la frontera entre Noruega i Suècia. Els cotxes no solen estar obligats a parar. Per combatre el contraban de drogues s'ha incrementat recentment l'ús de la vigilància CCTV amb sistemes que utilitzen reconeixement automàtic de matrícula en 2016 i 2017.
Tant Noruega com Suècia emfatitzen els controls contra altres països. Per a vols i transbordadors entre els dos països, no hi ha controls de passaports oficials a l'aeroport i als ports de transbord, però cal portar targetes d'identitat per embarcar.
Abans de 2001, ambdós països no eren part de la zona Schengen, però llavors no hi havia control de passaports, ja que ambdós eren part de la Unió Nòrdica de Passaports, que va quedar inclosa en l'Espai Schengen. Els passatgers eren conduïts al control de passaports als aeroports internacionals, però podrien passar simplement mostrant un bitllet i / o parlar i semblar escandinaus. Hi ha hagut més estacions de peatge, i algunes han estat tancades per motius pressupostaris.

## Passos fronterers
Hi ha punts de control de duanes en els llocs següents (de nord a sud):
| Björnfjell                                | N   | E10 | E10 |
| Junkerdal                                 | N   | 95  | 77  |
| Tärnaby                                   | S   | E12 | E12 |
| Storlien                                  | S   | E14 | E14 |
| Vauldalen                                 | N   | 84  | 31  |
| Østby                                     | N   | 66  | 25  |
| Åsnes                                     | N   |     | 206 |
| Eda                                       | S   | 61  | 2   |
| Ørje/Hån                                  | N+S | E18 | E18 |
| Svinesund                                 | N+S | E6  | E6  |
| N=Noruega, S=Suècia, N+S en ambdós estats |     |     |     |

Per a la majoria dels passos de frontera hi ha una oficina duanera en un costat de la frontera, però per alguna en ambdós costats, un per a cada sentit. Un tractat dona als funcionaris de duanes d'un país el dret a portar a terme aclariment i controls a ambdós països.
Hi ha al voltant de 30 carreteres més que creuen la frontera, sense estació de duanes (en particular E16), però no se'ls permet usar si van amb mercaderies que requereixen declaració. Els camions pesats poden estar autoritzats a utilitzar el tema de la declaració prèvia. Es controlen mitjançant controls de vídeo i temporals.

## Passos fronterers ferroviaris
Hi ha quatre passos ferroviàries. Tots quatre serveixen trens de passatgers i de mercaderies. Totes les estacions frontereres excepte l'estació de Kornsjö es troben a Suècia.
| Estació fronterera | Línia noruega         | Línia sueca          |
| ------------------ | --------------------- | -------------------- |
| Riksgränsen        | Línia d'Ofoten        | Iron Ore Line        |
| Storlien           | Línia de Meråker Line | Línia Central        |
| Charlottenberg     | Línia de Kongsvinger  | Línia de Värmland    |
| Kornsjø            | Línia d'Østfold       | Línia Noruega/Vänern |

## Intercanvi biològic
Se sap que els animals, notablement llops i ossos bruns, vagaren per la frontera. Reflectint el fet que la població es compartida, es va fundar un projecte d'investigació noruec-suec anomenat Skandulv en 2000 i és administrat per l'Institut Noruec per a la Investigació de la Natura, University College Hedmark i la Universitat Sueca de Ciències Agrícoles.